# Arnoldo Marcelliano Zendralli
Arnoldo Marcelliano Zendralli (Roveredo, 4 agosto 1887 – Coira, 10 giugno 1961) è stato un insegnante e editore svizzero fondatore nel 1918 della Pro Grigioni Italiano.

## Biografia
Nato in val Mesolcina nel Grigioni italiano figlio dell'imbianchino e contadino Giulio Zendralli e Maria Helena Zellweger, figlia di un comandante della Guardia di confine. 
Frequentò le scuole dell'obbligo nel suo paese natale e la magistrale a Coira, in seguito continuò i suoi studi in filologia romanza all'Università di Jena, all'Università di Firenze e all'Università di Berna, e si laureò nel 1910. Lo stesso anno fondò a Roveredo il circolo di lettura e conversazione, poi dal 1911 al 1953 insegnò italiano e francese alla Scuola cantonale di Coira. 
Sempre in prima linea nella difesa dell'italianità del Grigioni italiano, nel 1918 fondò a Coira l'associazione linguistico-culturale Pro Grigioni Italiano di cui fu presidente per ben quarant'anni fino al 1945.
Fu anche direttore e redattore di pubblicazioni in lingua italiana dei Grigioni:
- fondatore (1918) e redattore (1918–38) dell'Almanacco del Grigioni Italiano
- fondatore e redattore (1931–58) dei Quaderni Grigionitaliani
- fondatore e redattore della gazzetta liberal-democratica La Voce dei Grigioni, redattore de La Voce della Rezia (1926–47) e della La Voce delle Valli

Inoltre collaborò con altre riviste storiche e culturali dei Grigioni.
Nel 1957 l'Università di Zurigo gli conferì il dottorato honoris causa, morì a Coira nel 1961 all'età di 69 anni.